# Langen am Arlberg
Langen am Arlberg is een dorp in de gemeente Klösterle in de Oostenrijkse deelstaat Vorarlberg. Het ligt in het Klostertal tussen Klösterle en Stuben am Arlberg.
Langen heeft een treinstation aan de Arlbergspoorlijn bij de westelijke ingang van de Arlbergspoortunnel. Dit is het hoogstgelegen sneltreinstation van Oostenrijk. Voor het wegverkeer is Langen belangrijk omdat hier de westelijke ingang is van de Arlberg Straßentunnel, met 13976 meter lengte de langste tunnel voor het autoverkeer in Oostenrijk. De tunnel is onderdeel van de Arlberg Schnellstraße. Ten westen van het dorp ligt de Langener Tunnel (2300 meter lang) die Langen verbindt met de afslag Klösterle van de Arlberg Schnellstraße.
Tot in de negentiende eeuw was Langen am Arlberg niet meer dan een verzameling boerderijen, maar als gevolg van de aanleg van de spoorlijn nam de bevolking aanzienlijk toe, onder andere doordat na de opening van het station in 1884 verschillende spoorwegarbeiders in het dorp bleven wonen.
Het voornaamste bouwwerk van Langen am Arlberg is de in 1929-1930 naar een ontwerp van Hans Feßler gebouwde Theresienkirche. Dit is een moderne bedevaartskerk die is gewijd aan Theresia van Lisieux.

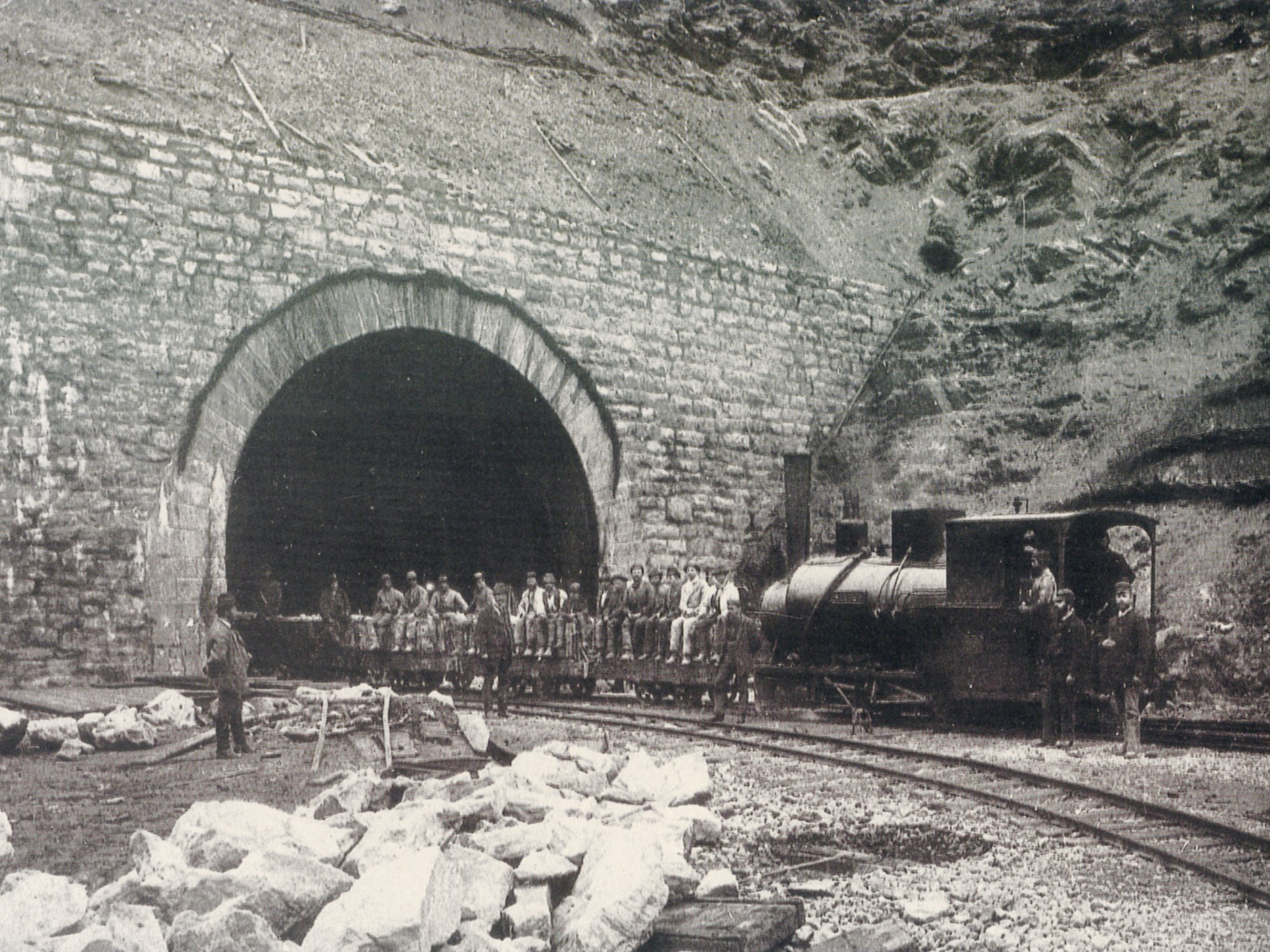
Westelijke ingang van de Arlbergtunnel tijdens de aanleg (1882)
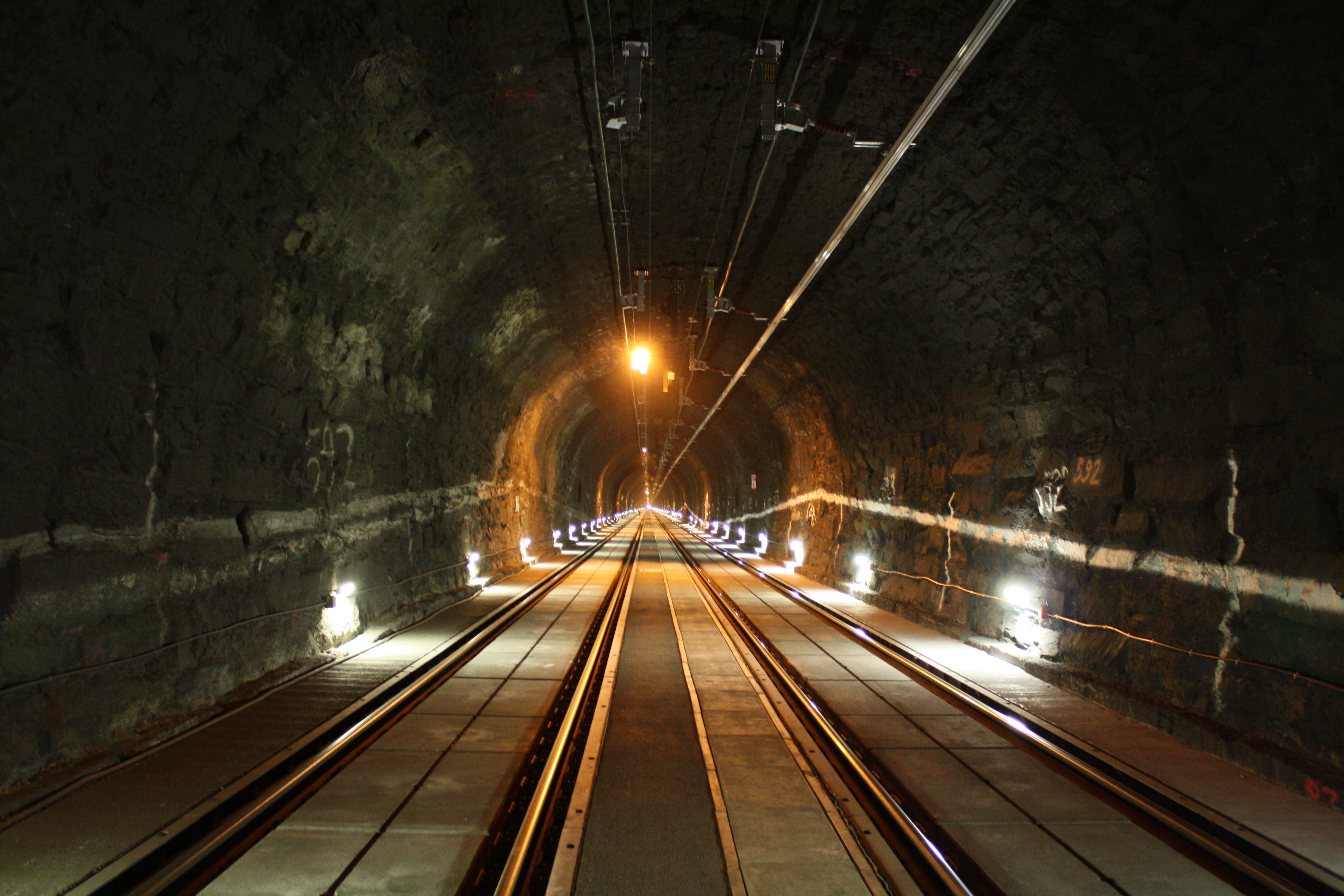
Arlbergspoortunnel in 2010